# 18124 Leeperry
18124 Leeperry (2000 NE28) là một tiểu hành tinh vành đai chính được phát hiện ngày 3 tháng 7 năm 2000 bởi nhóm nghiên cứu tiểu hành tinh gần Trái Đất phòng thí nghiệm Lincoln ở Socorro.